# فهرست رده‌های جانوری
در زیر فهرستی از رده‌ها در هر شاخه از پادشاهی جانوران آمده‌است. در این فهرست ۱۰۷ ردهاز جانوران در ۳۳ شاخه وجود دارد. با این حال، منابع مختلف تعداد متفاوتی از رده‌ها و شاخه‌ها را ارائه می‌دهند. به عنوان مثال، سرقیفی، دودنبی، و دم‌فنری اغلب به عنوان سه راسته در ردهٔ درون‌آروارگان در نظر گرفته می‌شوند. این فهرست به هیچ‌وجه نباید کامل و معتبر تلقی شود و باید با دقت مورد بهره‌گیری قرار گیرد.

## خارسرتباران(کرم‌های سرخاردار)
- باستان‌سرخارتباران
- Eoacanthocephala
- دیرین‌خارسرتباران (سرخارهای باستانی)

## بی‌کاوریخت‌تباران(کرم‌های صاف و ساده بدن‌نرم)
- بی‌کاواکان
- نمرتس‌پوستان

## کرم‌های حلقوی(کرم‌های بندبندی)
- کمربندتنان (کرم‌های خاکی)
- پرتاران (کرم‌های پرزدار)
- کرم‌های بادام زمینی (کرم بادام زمینی)

## بندپایان(بندپایان: حشرات، سخت‌پوستان، عنکبوتیان، صدپاها و هزارپاها)

### گیره‌داران[۱]
- عنکبوتیان (عنکبوت، عقرب و خویشاوندان)
- تیغ‌دمان (خرچنگ نعل‌اسبی)
- عنکبوت دریایی (عنکبوت دریایی)

### سخت‌پوستان[۲]
- آبشش‌پایان (میگوی پری، میگوی قورباغه، کک آبی و میگوی صدفی)[۳]
- خرچنگان (میگوی نعل‌اسبی)[۴]
- کرم‌های زبانه‌ای (کرم زبان)
- شپش ماهی (شپش ماهی)
- میستاکوکاریدا
- پاروپایان
- صدفیان (دانه میگو)[۵]
- نرم‌زرهیان (خرچنگ، خرچنگ، خرچنگ، کریل، انواع میگو، شپش چوب، و خویشاوندان)[۶]
- Thecostraca (بارناکل)
- گوش‌پایان

### هگزاپودا[۷]
- درون‌آروارگان (سرمخروطی، دم‌پرز دوشاخه و دم‌فنری)
- حشرات (حشرات)

### هزارپایان[۸]
- صدپایان (صدپا)
- هزارپایان (هزارپا)
- خردپایان
- کوتوله‌پایان (شبه‌صدپا)

## بازوپایان("پوسته لامپ")
- لینگولاتا
- جمجمه‌داران
- خرطومچه‌ایان

## بریوزوآ(جانوران خزه‌ای)
- Gymnolaemata
- Phylactolaemata
- Stenolaemata

## کرم‌های پیکانی(کرم‌های پیکانی)
- کرم‌های پیکانی

## طنابداران(مهره‌داران، تونیکاتورها و نیزه‌ایان)

### سرطناب‌داران
- نیزک (نیزه‌ای‌ها)

### آبدزدک دریایی
- کرمینگان (لارو)
- کوزه‌داران (دامن‌های دریایی، پیراتبار نسبت به تالیاسه)
- سالپ‌سانان (سالپ‌ها، پیروزوم‌ها و دولیولیدها)

### مهره داران

#### بی‌آروارگان

##### دهان‌گردان
- بی‌فک‌ماهی‌ها (ماهی هاگ)
- مکنده‌ماهی‌ها (لامپری)

#### آرواره‌دهانان
- غضروف‌ماهیان: کیمارا، کوسه‌ها و پرتوبالگان

##### ماهیان استخوانی
- پرتوبالگان (ماهی پرتودار، که شامل بیشتر ماهیان استخوانی است)
- گوشتی‌بالگان
  - تهی‌خارها (کولاکانت)
  - ش‌ماهی (ماهی شش)
  - چهاراندامان
    - دوزیستان
    - آب‌پرده‌داران
      - پستانداران
      - پرندگان
      - خزندگان (پیراتبار نسبت به پرندگان)

## گزنده‌تباران(جانوران گزنده دریایی)
- هشت‌مرجانیان
- شش‌مرجانیان
- خانه‌شکوفه‌سانان
- عروس دریایی جعبه‌ای (چتر دریایی جعبه‌ای)
- آب‌سان‌زیان (هیدروئیدها)
- مخاط‌زیان (انگل‌های دریایی)
- فنجان‌زیان (چتر دریایی راستین)
- Staurozoa (چتر دریایی ساقه‌دار)
- Polypodiozoa (انگل‌های دریایی)

## دایره‌دارتباران(جانوران دریایی کوچک)
- دایره‌دارتباران

## لوزی‌زیان(لوزی)
- دیسیمیدا

## خارپوستان(ستاره دریایی، خارپشت دریایی، دلار شنی، نیلوفر دریایی و غیره)

### زنبق‌زیان
- زنبق دریایی (نیلوفرهای دریایی و ستاره‌های پرسان)

## ستاره‌زیان
- ستاره دریایی (ستاره ماهی)

ستاره شکننده (ستاره‌های شکننده)

### خارزیان
- توتیای دریایی (خارپشت دریایی)
- خیار دریایی (خیار دریایی)

## درون‌مرزتباران
- درون‌مرزتباران

## موی‌شکم‌تباران(پشت مویی)
- موی‌شکم‌تباران

## کرم‌های آرواره‌دار(کرم فک‌دار)
- کرم‌های آرواره‌دار

## نیم‌طنابداران
- کرم سردوکی (کرم بلوط)
- پرآبششیان

## پوزه‌جنبان‌تباران(اژدهای گلی)
- آلومالورهاگیدا
- سیکلورهاگیدا

## سپردارتباران
- سپردارتباران

## نرم‌تنان
- نرم‌تنان کرمی
- دوکفه‌ای‌ها (صدف، صدف، گوش ماهی و خویشاوندان)
- سرپایان (هشت‌پا، ماهی مرکب و جوهرماهی)
- شکم‌پایان (حلزون‌ها و راب‌ها)

## تکلاکه‌ای‌ها
- گهواره دریایی (کیتون‌ها یا گهواره‌های دریایی)
- ناوپایان (پوسته عاج)

## میکروگناتوزوا
- میکروگناتوزوا

## نماتد(کرم‌های گرد)
- کرومادوریا
- انوپلا
- جداییان

## کرم‌های یال‌اسبی(کرم‌های موی اسبی)
- گوردیوایدیا
- Nectonematoida

## روبانیان(کرم‌های روبانی)
- پس‌کام‌ویسان
- خنجرداران

## کرم‌های مخملی
- کرم‌های مخملی

## راست‌شناوران
- راست‌ناورها

## تخت‌زیوه‌تباران
- پلی پلاکوتومی[۹]
- یونی پلاکوتومی[۹]

## کرم‌های پهن(کرم‌های مسطح)
- کرم‌های نواری (کرم‌های نواری و خویشاوندان)
- تک‌زادویسان
- کپلک
- موجک‌ویسان (به عنوان مثال دوجزیا)

## اسفنج دریایی(اسفنج)
- اسفنج‌های آهکی
- اسفنج‌های شاخی
- اسفنج‌های شیشه‌ای (اسفنج‌های شیشه‌ای)
- هوموسکلرمورفا

## نرینه‌ای‌تباران(کرم‌های پریاپولید)
- هالی‌کریپتومورفا
- پریاپولی مورفا
- Seticoronaria

## چرخان‌تباران(روتیفرها)
- Bdelloidea
- مونوگونونتا
- سیسونیدیا

## خرس‌های آبی(تاردیگرادها، خرس‌های آبی یا خوکچه‌های خزه)
- هوکندروان
- دگرکندواران

## پهن‌کرم‌های بیگانه
- پهن‌کرم‌های بیگانه